# Gotō Shimpei

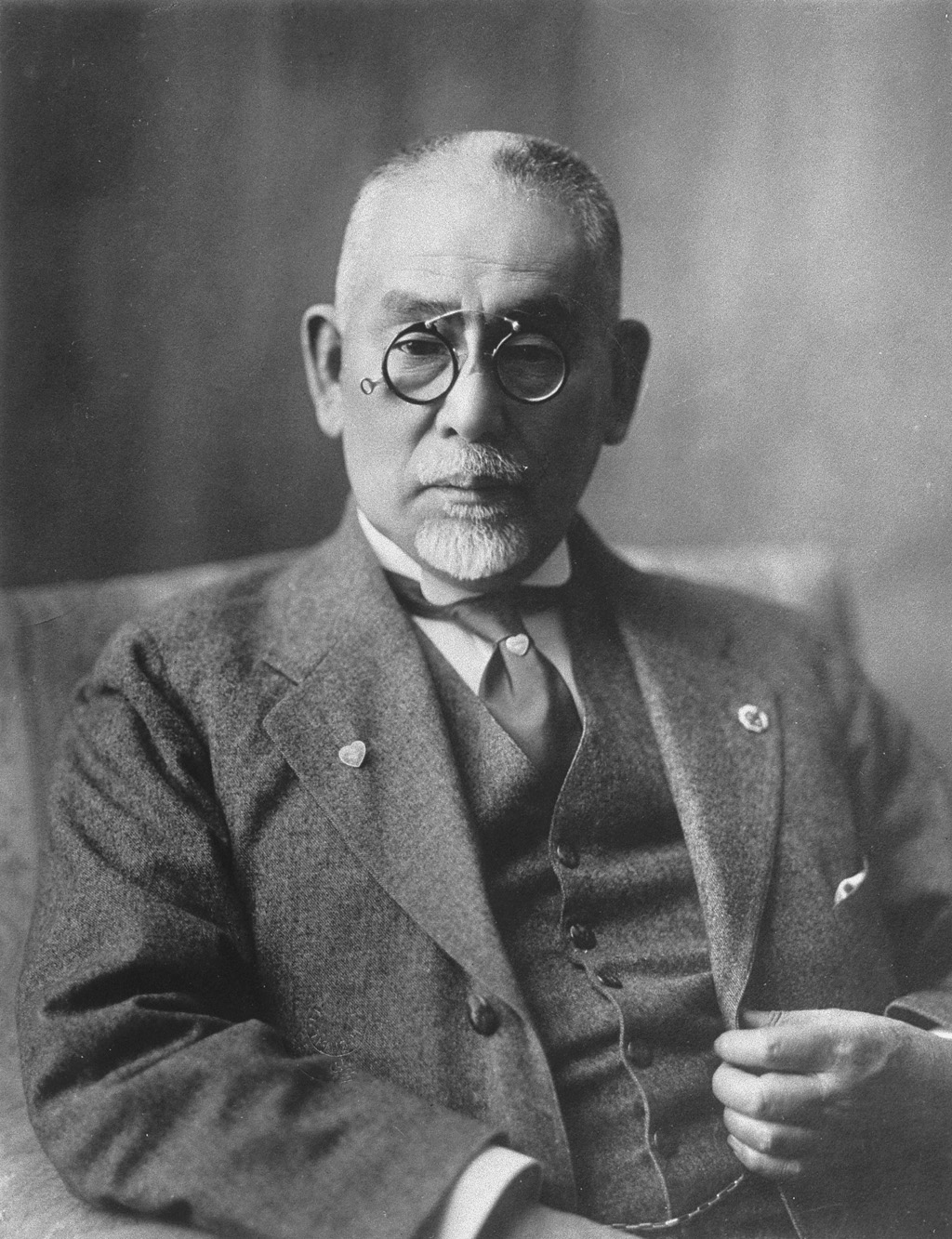
Gotō Shimpei

Hakushaku Gotō Shimpei (jap. 後藤 新平); (* 24. Juli 1857 (jap. Kalender: 4. Tag, 6. Monat, 4. Jahr Ansei) in Shiogama, Landkreis Isawa, Provinz Mutsu (heute: Mizusawa-ku, Ōshū, Präfektur Iwate); † 13. April 1929 in Kyōto), war ein japanischer Mediziner und Staatsmann. Er war unter anderem japanischer Zivilgouverneur von Taiwan (Formosa), erster Präsident der südmandschurischen Eisenbahn, von NHK, der japanischen Pfadfinder, Minister für Kommunikation, Inneres und Äußeres in verschiedenen Kabinetten der Taishō-Zeit, später Bürgermeister von Tokio und dann Beauftragter für dessen Wiederaufbau nach dem Erdbeben 1923.

## Jugend und Ausbildung
Gotō wurde im Dorf Shiogama (塩釜村), des Landkreises Isawa-gun, in eine Samurai-Familie geboren; ein Vetter des väterlichen Großvaters war Takano Chōei. Zuerst besuchte er die Schule (nach westlichem Muster) in Fukushima (福島洋学校, Fukushima yōgakkō) und mit 17 die Medizinschule Sukagawa (須賀川医学校, Sukagawa igakkō), die er im Alter von 20 Jahren abschloss. Protegiert wurde er von einem Onkel väterlicherseits, Yamamoto Isoroku.
Während der Satsuma-Rebellion 1877 war er als Mediziner auf der Regierungsseite tätig, dann arbeitete er im Krankenhaus von Tsuruoka. Er wurde Arzt an der Medizinschule der Präfektur Aichi (愛知県医学校, Aichi-ken igakkō, heute: die Medizinische Fakultät der Universität Nagoya), mit 25 Jahren war er dort Schulleiter und Chefarzt. Diese Stellung hatte ihm sein Förderer Yasuba Yazukazu – zu dieser Zeit Provinzgouverneur – verschafft.
Im Februar 1882 trat er in den Dienst des Innenministeriums als stellvertretender Direktor des Hygieneamtes (衛生局, Eisei-kyoku). Als Arzt behandelte er den bei einem Attentat auf einer Parteiversammlung in Gifu verletzten Itagaki Taisuke, Präsident der Liberalen Partei. Im September des Jahres heiratete er seine Frau Wako (和子).
Im Jahr 1890 erfolgte die Entsendung zur Weiterbildung nach Deutschland. Hier studierte er in Berlin unter Robert Koch und in München an der LMU unter Max von Pettenkofer.

## Politische Karriere
Nach seiner Rückkehr übernahm er Dezember 1892 die Leitung des Hygieneamtes des Innenministeriums. Im Jahr 1893 wurde er in die Sōma-Affäre (相馬事件, Sōma jiken) verwickelt und verbrachte fünf Monate in Haft. Familienmitglieder hatten behauptet der Diener Nishikiori Takekiyo (錦織 剛清) hätte das Familienoberhaupt entführt, wofür er zu vier Jahren Zwangsarbeit verurteilt wurde. Tatsächlich war der Shishaku (Vizegraf) Sōma Tomotane, der seit längerem in Rechtsstreitigkeiten verwickelt war, in ein Irrenhaus gebracht worden, wo er am Tag nach seiner Ankunft, dem 22. Februar, vergiftet wurde, was durch eine Autopsie ans Licht kam. Je nach Quelle, ist Gotō entweder mangels Beweisen freigesprochen oder zu einer sechsmonatigen Haftstrafe verurteilt worden.
Während des chinesisch-japanischen Krieges (1894/95) leitete er die Quarantäne in der Hafenstadt Hiroshima. Seine Tätigkeit fand die Beachtung des Generals Kodama Gentarō (兒玉 源太郎).

### Formosa
Im Vertrag von Shimonoseki trat China die Insel Formosa (heute: Taiwan) an Japan ab. Kodama Gentarō war von 1898 bis 1906 der vierte Generalgouverneur, Gotō der Zivilgouverneur seiner Regierung. Er arbeitete am  Aufbau von staatlichen Monopolen für Salz, Zucker und Kampher. Auch förderte er den Eisenbahnbau.
Gotō stand, als Mediziner, auf dem Standpunkt, dass Taiwan nach „biologischen Prinzipien“ (生物学の原則, Seibutsugaku no gensoku) regiert werden müsse, d. h. zuerst müsse man die Verhaltensweisen der Einheimischen analysieren, um dann entsprechende Politik machen zu können. Zu diesem Zweck schuf er den „Außerordentlichen Ausschuss zum Studium der alten Sitten Taiwans“ (臨時台湾旧慣調査会, Rinji Taiwan kyūkan chōsakai), dem er auch vorstand.
Siehe auch: Taiwan unter japanischer Herrschaft

### Pfadfinderbewegung
Innerhalb der neu entstehenden Pfadfinderbewegung wurde er der erste Präsident des japanischen Pfadfinderverbands. Zeitlebens setzte er sich für diese Organisation ein.

### Politiker
Im April 1903 erhielt einen Sitz im Herrenhaus. Drei Jahre später als Danshaku (Baron) geadelt. Ab November 1906 stand Gotō der südmandschurischen Eisenbahn-Gesellschaft vor. Im zweiten Katsura-Kabinett (14. Juli 1908–30. August 1911) wurde er Kommunikationsminister und Generaldirektor des Eisenbahnamts (鉄道院, Tetsudō-in). Während dieser Zeit veranlasste er weitreichende Reformen des Transportwesens, die auf starke Kritik stießen, jedoch stur durchgesetzt wurden. Mit der Gründung des Kolonialamtes (拓殖局, Takushoku-kyoku) wurde 1910 dessen ersten Direktor.
Bereits seit längerem hatte er auf einen Ausgleich mit Russland hingearbeitet. Er sollte Teil der Delegation sein, entsandt 1911 nach St. Petersburg werden sollte, dann jedoch aufgrund des Hinscheidens des Meiji-tennō nicht reiste.
Er war ein enger Verbündeter und Unterstützer des Premierministers. Mit ihm gründete er die konservative Rikken Dōshikai. Er verließ die Partei Ende 1913 nach dem Tod ihres ersten Vorsitzenden, da er in Gegnerschaft zum neuen Vorsitzenden Katō Takaaki stand. Im dritten Katsura-Kabinett hatte er dieselben Posten wie im zweiten inne und war daneben noch Direktor der staatlichen Eisenbahnverwaltung. Im Terauchi-Kabinett wurde er das erste Mal Innenminister (9. Oktober 1916–23. April 1918), bis 29. August 1918 Außenminister. Zu dieser Zeit wohnte er in Miramura-chō, Azabu-ku.
1918 wurde er im Hara-Kabinett Außenminister. Als Vertreter der pan-asianistischen Politik, vertrat er eine Linie die aggressiv auf eine Ausweitung der japanischen Einflusssphären zielte. So befürwortete er die sibirische Intervention, die ab April geplant und ab Juni in der Öffentlichkeit bekannt wurde. Auch verfasste er Artikel für die Zeitschriften des Amur-Bunds (Kokuryūkai). Programmatische und nicht unbedingt miteinander vereinbare Standpunkte waren dabei auch Staatssozialismus und Einsatz für die Landwirtschaft.
Gotō hielt viel von Unterstützung der Außenpolitik durch kulturelle Gesellschaften. Einer der wichtigsten politischen Förderer Gotōs, war Hoshi Hajime (星 一), Besitzer der Hoshi Pharmazeutischen Fabriken (星製薬株式会社, Hoshi Seiyaku Kabushiki kaisha). Auf Bitten des deutschen Botschafters Wilhelm Solf veranlasste Gotō, dass Hoshi, für die in der Nachkriegszeit notleidende deutsche Wissenschaft, an die Kaiser-Wilhelm-Gesellschaft spendete. Insgesamt waren dies zwei Millionen Reichsmark (ca. 80.000 Yen), die von 1919 bis 1925 vom Hoshi-Ausschuss unter Vorsitz von Fritz Haber verteilt wurden. Er war aktives Mitglied in der Deutschen Gesellschaft für Natur- und Völkerkunde Ostasiens und Präsident des japanisch-deutschen Kulturinstituts, aber auch der japanisch-russischen Gesellschaft (Nichi-ro kyōkai).
Zwischen 1919 und 1929 stand er als Präsident der privaten Kolonial-Universität vor. Die Ernennung zum Bürgermeister von Tokio erfolgte am 17. Dezember 1920 (bis 20. April 1923). Mit dem Vertreter der Sowjetregierung Adolf Joffe, der Japan 1922 in inoffizieller Mission besuchte, führte er Verhandlungen. Auch später vertrat er eine Position der Verständigung mit Russland. Im selben Jahr erfolgte die Rangerhöhung zum Shishaku (Vizegraf).
Am 1. September 1923 kam es zum großen Kantō-Erdbeben. In den nachfolgenden Feuern wurde ein Großteil Tokios vernichtet. Die hastig gebildete Regierung unter Admiral Yamamoto Gonnohyōe, mit Gotō erneut als Innenminister, rief am 2. das Kriegsrecht aus. Aus diesem Amt schied er am 7. Januar 1924. Gleichzeitig war er Vorsitzender der Wiederaufbaukommission für die Hauptstadt (帝都復興院, Teito fukkōin). Ein Großteil der Grundlagen der modernen Verkehrsinfrastruktur Tokios geht auf Gotō zurück. Seine Straßenverbreiterungen und der Bau radialer Hauptstraßen wurden, zu einer Zeit bevor sich der Automobilverkehr auszubilden begann, als übertrieben angesehen. Als mit dem Bau einer U-Bahn unter der Shōwa-dōri begonnen wurde, konnte sich noch niemand die häufigen Staus vorstellen. Seit der Gründung der Tokioter Radiogesellschaft (東京放送局, Tōkyō Hōsō Kyoku) 1924 war er deren Präsident. 1925 kam es dann zur ersten Radiosendung in Japan. Die Gesellschaft vereinigte sich zu Neujahr 1926 mit denen in Nagoya und Osaka, um die heute noch bestehende NHK zu bilden. Das Ende seiner aktiven politischen Karriere kam 1925 mit dem Fall des Yamamoto-Kabinetts nach dem Toranomon-Zwischenfall (虎ノ門事件, Toranomon jiken).

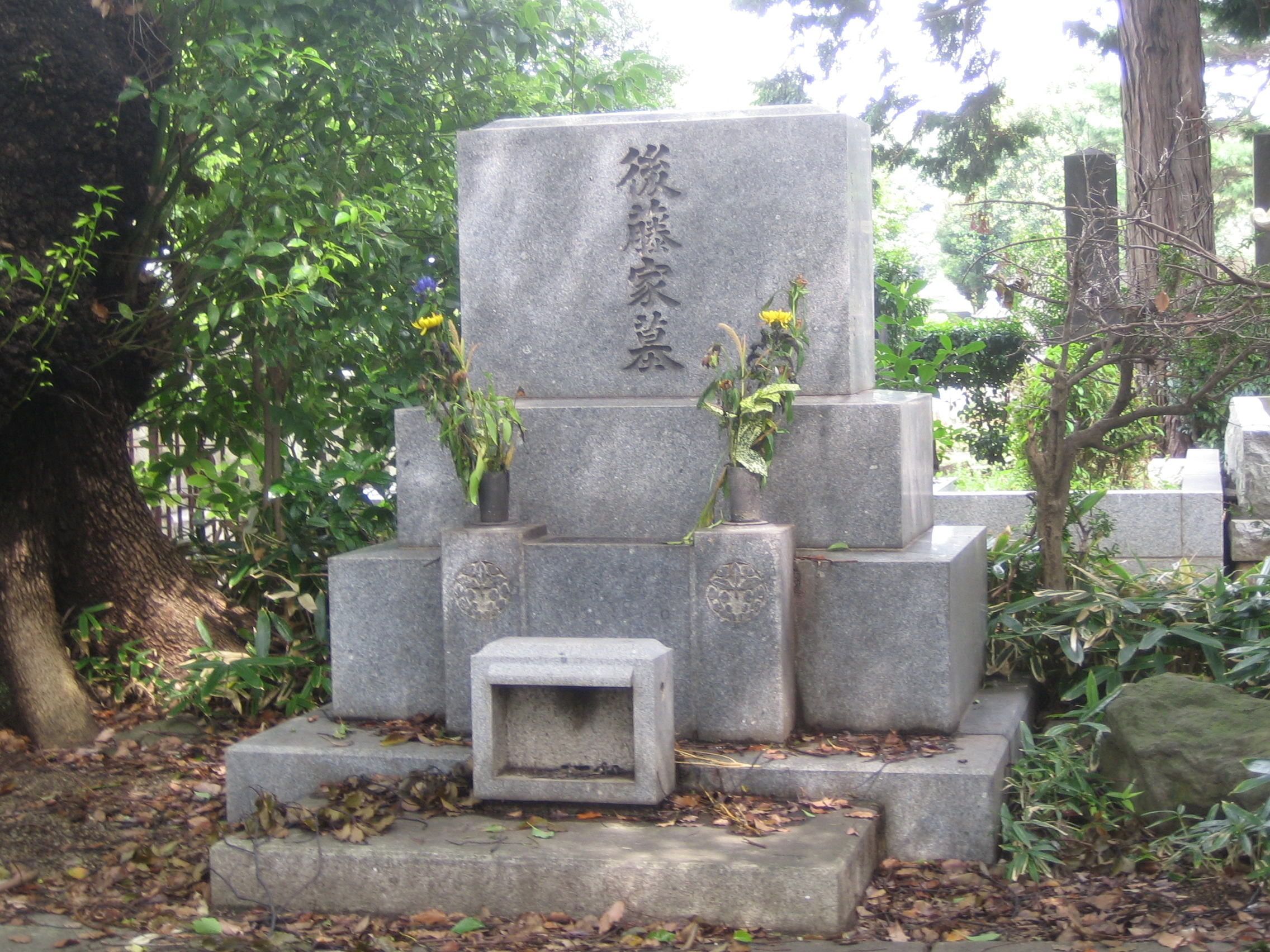
Gotō Shimpeis Grab in Tokio

Von Dezember 1927 bis Februar 1928 reiste Gotō in die Sowjetunion, wo er wie ein Staatsgast behandelt und am 7. Januar von Stalin empfangen wurde. Zeitweise wurde er als Kandidat für das Amt des Premiers gehandelt, jedoch ging die Zeit der konstitutionellen Regierungen zu Ende. Im Jahr 1928 wurde ihm im Rahmen der Inthronisationsfeierlichkeiten des Shōwa-Tennō der Rang eines Hakushaku (Graf) verliehen.
Gotō starb am 13. April 1929 nach einer Gehirnblutung in einem Kyōtoer Krankenhaus. Postum wurde ihm vom Hof der zeremonielle obere zweite Rang (正二位, jō-ni-i) verliehen. An seinem Geburtsort, dem heutigen Ōshū besteht zu seinen Ehren ein Museum.